# Le Val d’Ocre
Le Val d’Ocre község Franciaország Burgundia-Franche-Comté régiójában, Yonne megyében. Új községként 2016. január 1-jén jött létre Saint-Aubin-Château-Neuf és Saint-Martin-sur-Ocre község egyesítésével. A korábbi községek egyesülésekor az új község lélekszáma 587 fő lett. Lakosainak száma 559 fő (2022. január 1.).

## Népesség
| Lakosok száma | 566  | 560  | 557  | 555  | 556  | 559  |
|               | 2017 | 2018 | 2019 | 2020 | 2021 | 2022 |